# (500476) 2012 TU237
(500476) 2012 TU237 es un asteroide perteneciente al cinturón de asteroides, descubierto el 7 de octubre de 2012 por el equipo del Pan-STARRS desde el Observatorio de Haleakala, Hawái, Estados Unidos.

## Designación y nombre
Designado provisionalmente como 2012 TU237.

## Características orbitales
2012 TU237 está situado a una distancia media del Sol de 3,167 ua, pudiendo alejarse hasta 3,797 ua y acercarse hasta 2,537 ua. Su excentricidad es 0,198 y la inclinación orbital 5,801 grados. Emplea 2058,74 días en completar una órbita alrededor del Sol.

## Características físicas
La magnitud absoluta de 2012 TU237 es 16,6. 